# David Nalin
David R. Nalin (né le 21 avril 1941) est un physiologiste américain. 
Il a anticipé qu'une personne atteinte de choléra pouvait guérir de cette maladie si elle consommait le même volume de soluté de réhydratation orale que le volume de fluides perdu. 
En collaboration avec Richard A. Cash (en) et Dilip Mahalanabis (en), il a par la suite mené des études qui ont démontré l'efficacité de ce traitement pour plusieurs maladies qui induisent des pertes importantes de liquides corporels.
Cette méthode a largement remplacé les autres méthodes de traitement, dont l'injection intraveineuse. 
Elle aurait permis de sauver des millions de personnes,,.

## Thérapie de réhydratation orale
Le scientifique indien Hemendra Nath Chatterjee met le premier au point et applique avec succès une thérapie de réhydratation orale saline comme moyen de combattre les effets néfastes des diarrhées. Dans son article publié par The Lancet en novembre 1953, il indique que l'Avomine peut arrêter les vomissements dus au choléra et qu'une thérapie de réhydratation orale est alors possible. Il ajoute que le liquide de substitution doit se composer de 4 g de chlorure de sodium, de 25 g de glucose et de 1 000 ml d'eau,.
S'appuyant sur les recherches de Chatterjee, David Nalin anticipe que la thérapie de réhydratation orale (TRO) pouvait remplacer au complet le traitement par injection intraveineuse (procédure invasive qui exige une formation médicale) dans la plupart des diarrhées, peu importe la maladie les provoquant. Nalin et son collègue Richard A. Cash (en), travaillant dans des conditions difficiles (climat tropical changeant, tentes surchargées de patients) dans un petit hôpital construit dans la jungle, ont mené des expériences pour démontrer l'efficacité de TRO. 
Dans son éditorial du 5 août 1978, The Lancet déclare que la TRO constitue « potentiellement la plus grande avancée médicale de ce siècle »,. L'UNICEF publie en 1987 un rapport spécial sur la TRO qui affirme que : « Aucune autre percée médicale du XXe siècle n'a permis d'éviter autant de décès en si peu de temps et à un coût aussi faible »,. En octobre 2006, le quotidien britannique The Independent rapporte les résultats d'un sondage du British Medical Journal (BMJ) sur les plus grandes découvertes médicales des 150 dernières années. La TRO est classé seconde parmi un lot de dix, après la contraception orale mais avant l'aspirine.

## Distinctions
David Nalin est lauréat du prix Prince Mahidol pour ses travaux.

### Citations originales
1. ↑  (en) « potentially the most important medical advance of this century »
2. ↑  (en) « No other single medical breakthrough of the 20th century has had the potential to prevent so many deaths over such a short period of time and at so little cost »